# 瓦倫西亞絲綢交易廳
瓦倫西亞絲綢交易廳（西班牙語：la Lonja de la Seda）是位於西班牙的一座建築物，修建於1482年至1548年期間，是一座商品交易所，亦令人回想起當時瓦倫西亞強大的經濟實力。面積超過2000平方米。交易廳為哥特式建築。1996年12月7日，絲綢交易廳被登錄為世界文化遺產。

## 图集

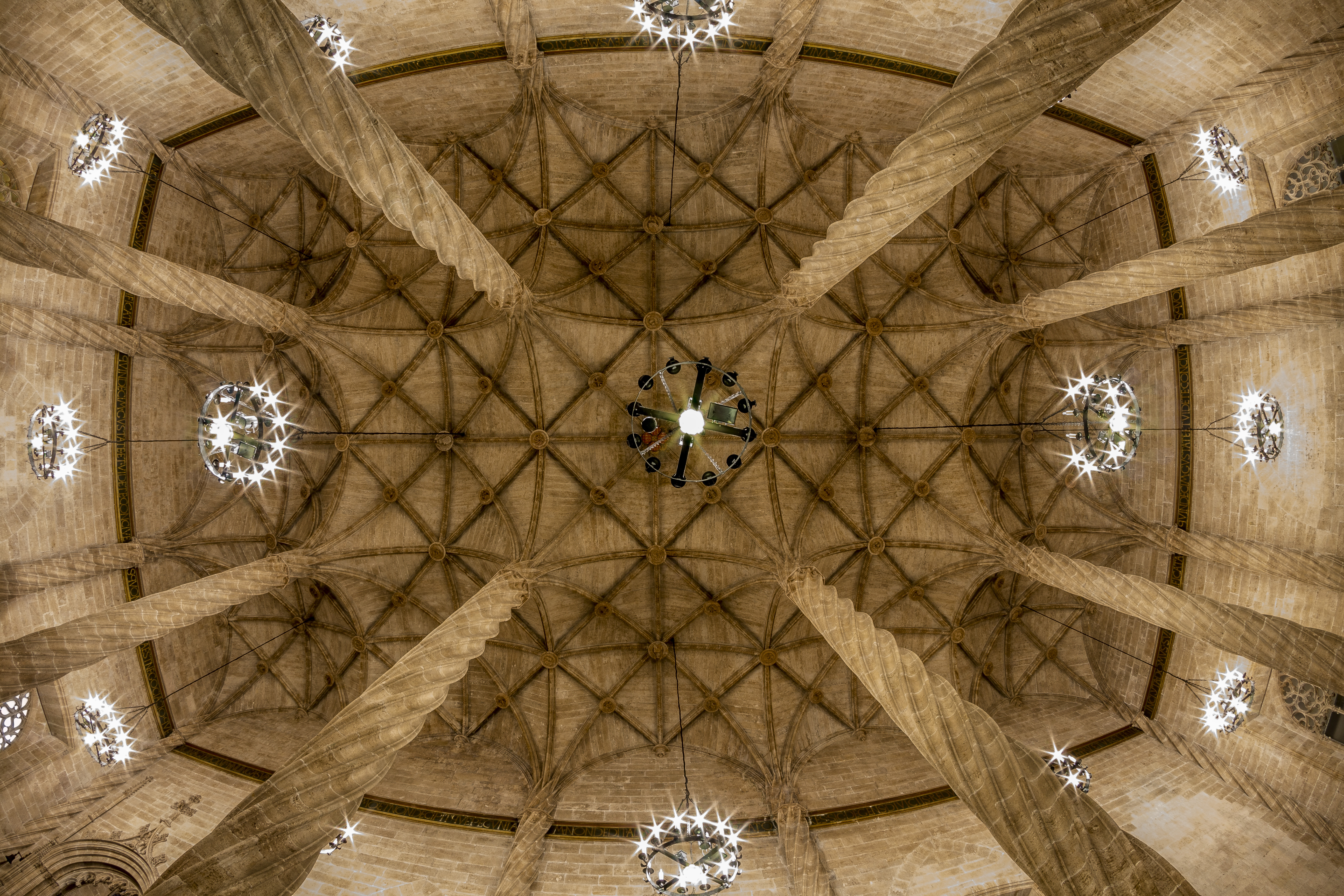
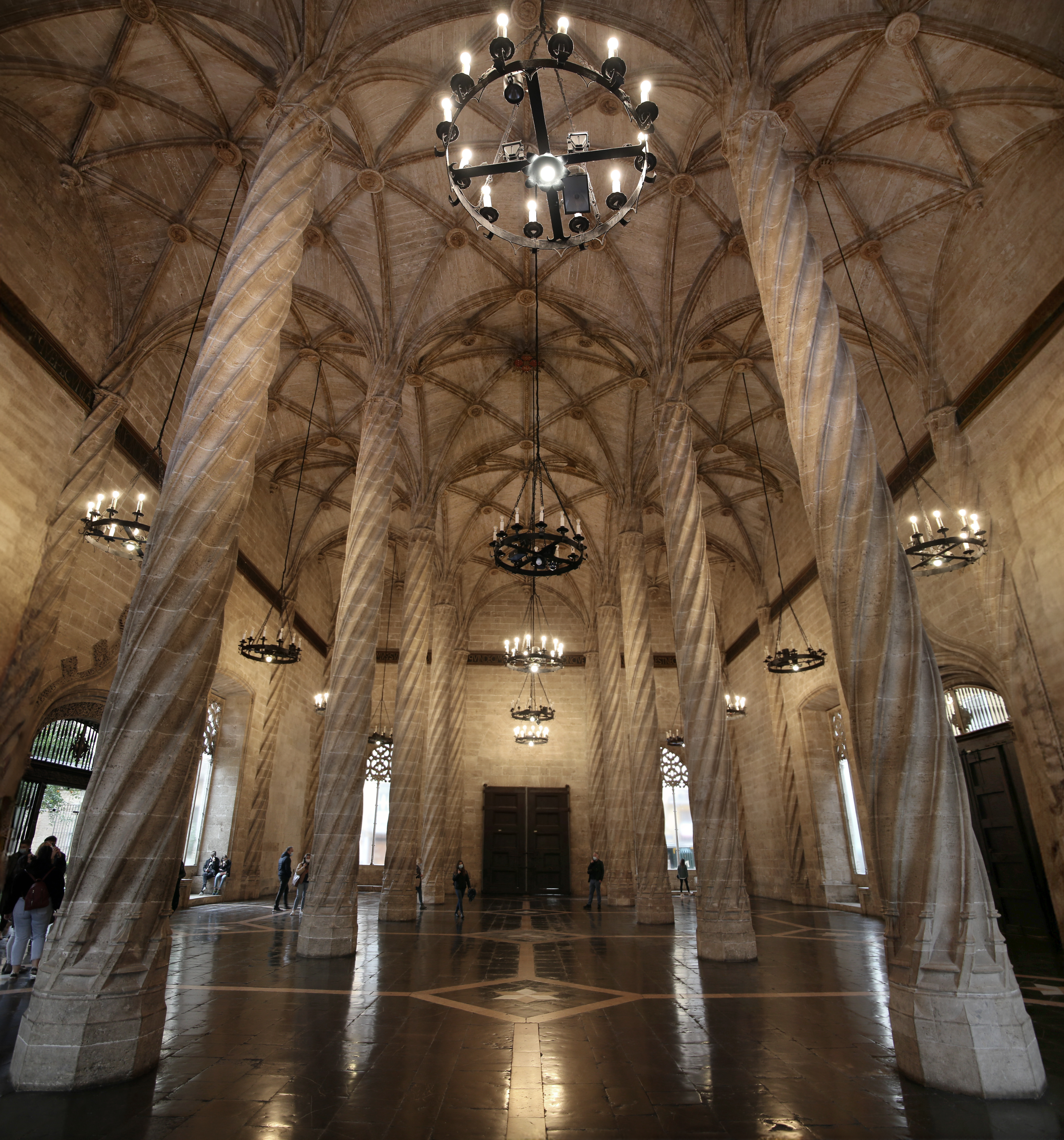
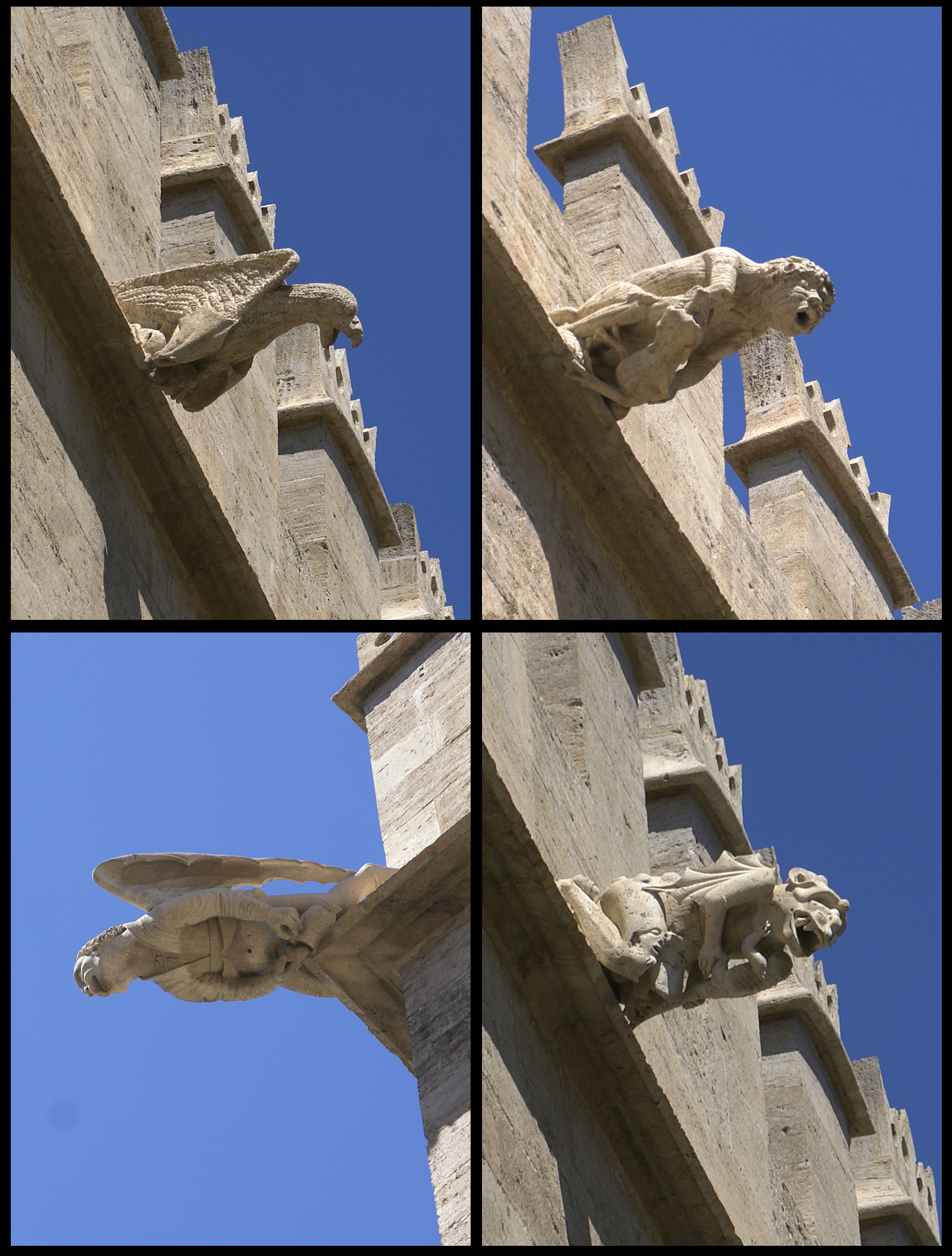
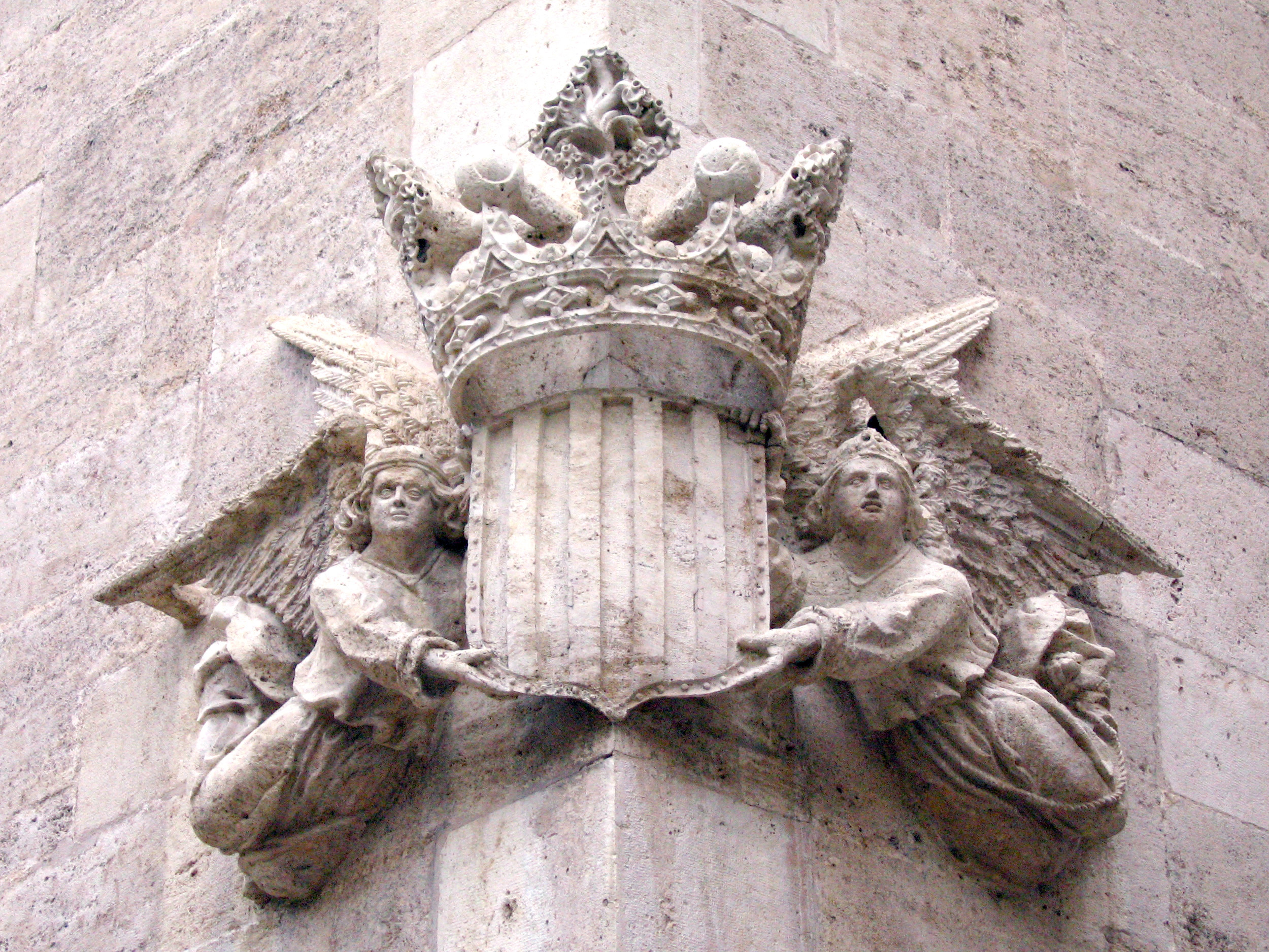
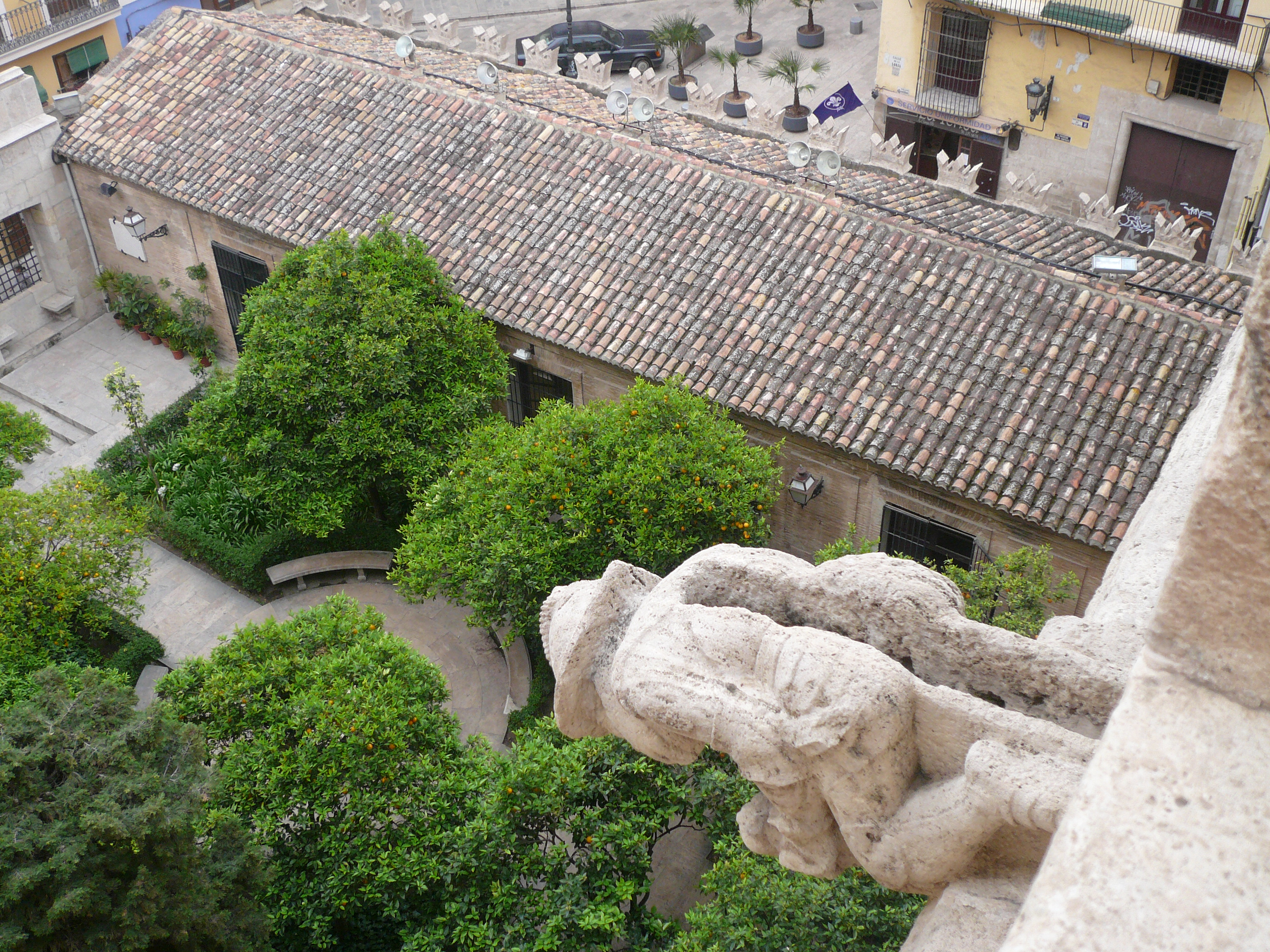

## 外部連結
- Lonja de Valence （页面存档备份，存于）